# Karl Christian von Weyrach
Karl Christian von Weyrach (* 1. Juli 1782 in Anklam; † 26. Juni 1869 in Berlin) war ein preußischer General der Infanterie.

## Leben

### Herkunft
Weyrach entstammte einer Familie, die am 20. Juli 1702 in den böhmischen Adelsstand erhoben worden war. Er war der Sohn des preußischen Kapitäns a. D. Christian Sigismund von Weyrach (1740–1823) und dessen Ehefrau Luise, geborene von Buddenbrock (1764–1796). Sie war die Tochter des preußischen Generalmajors Ludwig von Buddenbrock.

### Militärkarriere
Im Alter von zehn Jahren kam Weyrach als Page an den Hof von König Friedrich Wilhelm II. Am 23. April 1799 wurde er als Fähnrich im Infanterieregiment des Prinzen Louis Ferdinand von Preußen angestellt. Dort wurde Weyrach Mitte Februar 1803 Sekondeleutnant und kam im Jahr darauf als Adjutant zum Grenadierbataillon 5/20. In dieser Stellung nahm er 1806 während des Vierten Koalitionskrieges an der Schlacht bei Jena und Auerstedt teil. Anfang Dezember kam er zum 1. Westpreußischen Reservebataillon und kämpfte im Februar 1807 bei Preußisch Eylau. Nach dem Frieden von Tilsit avancierte er zum Premierleutnant und wurde Adjutant von Yorck. Während der Befreiungskriege war Weyrach, zwischenzeitlich zum Major aufgestiegen, in gleicher Funktion bei General Bülow. Er nahm an den Kämpfen bei Möckern, Großgörschen, Bautzen, Großbeeren, Leipzig, Laon, Paris, Ligny und Waterloo teil. Für das Gefecht bei Halle erhielt Weyrach das Eiserne Kreuz II. Klasse und für Dennewitz das Kreuz I. Klasse.
Ende April 1815 trat Weyrach als Adjutant zu Blücher über und wurde am 4. Oktober 1815 Oberstleutnant. Mitte Januar 1816 folgte eine Kommandierung zum Kriegsministerium. Am 9. Juni 1817 wurde er zum Kommandeur des 10. Infanterie-Regiments (1. Schlesisches) ernannt sowie am 19. September 1818 mit Patent vom 12. Oktober 1818 zum Oberst befördert. Daran schloss sich vom 30. Oktober 1825 bis zum 2. März 1834 eine Verwendung als Kommandeur der 14. Infanterie-Brigade in Düsseldorf an. Als Generalmajor war Weyrach anschließend Inspekteur der Besatzungstruppen der Bundesfestungen. Man beauftragt ihn am 30. März 1835 mit der Führung der 3. Division in Stettin und ernannte Weyrach zwei Jahre später zum Kommandeur dieses Großverbandes. Zwischenzeitlich zum Generalleutnant befördert, war Weyrach ab 9. Mai 1840 mit der Führung des III. Armee-Korps beauftragt. Am 10. September 1840 wurde er schließlich zum Kommandierenden General des Korps ernannt.
Seine langjährigen Verdienste wurden durch die Verleihung des Roten Adlerordens I. Klasse mit Eichenlaub gewürdigt. Anlässlich seines 50-jährigen Dienstjubiläums ernannte ihn König Friedrich Wilhelm IV. zum Chef des 10. Infanterie-Regiments. Auf sein Gesuch hin wurde Weyrach am 4. Oktober 1849 unter Verleihung des Charakters als General der Infanterie mit der gesetzlichen Pension zur Disposition gestellt.
Weyrach wurde nach seinem Tod am 30. Juni 1869 auf dem Invalidenfriedhof beigesetzt. Das Grab ist nicht erhalten.

### Familie
Er hatte sich am 9. November 1814 in Tarputschen mit Amalie von Saucken (1795–1858) verheiratet, eine Tochter des königlich preußischen Leutnants Ernst Wilhelm Christoph von Saucken (1758–1817) und dessen Frau Christine Amalie Austin (1764–1833). Aus der Ehe ging der Sohn Kamil Karl (1815–1849) hervor.